# Округ Харисон (Кентаки)
Округ Харисон (енгл. Harrison County) је округ у америчкој савезној држави Кентаки.

## Демографија
По попису из 2010. године број становника је 18.846, што је 863 (4,8%) становника више него 2000. године.
| Група             | 2000.          | 2010.          |
| Белци             | 17.119 (95,2%) | 17.846 (94,7%) |
| Афроамериканци    | 454 (2,5%)     | 385 (2,0%)     |
| Азијати           | 24 (0,1%)      | 38 (0,2%)      |
| Хиспаноамериканци | 207 (1,2%)     | 337 (1,8%)     |
| Укупно            | 17.983         | 18.846         |